# 山田喜美雄
山田 喜美雄（やまだ きみお、1960年7月31日 - ）は、日本の地方公務員、土木技術者。名古屋市上下水道局技術本部長を経て日本ダクタイル鉄管協会中部支部長。

## 経歴
岐阜大学工学部土木工学科卒業。
1984年 (昭和59年) 、名古屋市役所に入庁し、水道局に配属された。その後一貫して水道事業に携わり、うち1年間は新潟県中越地震で被災した山古志村 (後に長岡市に合併) 復興のため長岡市水道局に派遣された。上下水道局給排水設備課長、同管路部長、同施設部長。2011年 (平成23年) 4月、スリランカの未給水地域事業準備調査チームとして技術支援、管路支援、緩速ろ過を担当。2019年4月、同技術本部長となり、下水道も担当。予防保全に主眼をおいた維持管理体系を構築していくことで、管路の長寿命化と効率的な改築事業の実現を企図した。2021年3月に退職。
同年4月から日本ダクタイル鉄管協会中部支部長。日本水道協会会長表彰功労賞受賞。

## その他役職
- 土木学会中部支部商議員[6]